# Лашукас, Александрас Казио
Александрас Казио Лашукас — советский литовский хозяйственный деятель, Герой Социалистического Труда.

## Биография
Родился в 1925 году в Диляе. Член КПСС с 1964 года.
Участник Великой Отечественной войны: курсант отдельного учебного стрелкового батальона 16-й Литовской стрелковой дивизии
В 1947—1962 — штукатур и маля в различных строительных организациях Литовской ССР.
В 1962—1980 — бригадир маляров Биржайской передвижной механизированной колонны Паневежского территориального строительного треста Министерства сельского строительства Литовской ССР.
Указом Президиума Верховного Совета СССР от 7 мая 1971 года присвоено звание Героя Социалистического Труда с вручением ордена Ленина и золотой медали «Серп и Молот».
Умер в 1980 году в Биржае.

## Награды и звания
- Герой Социалистического Труда (07.05.1971)
- Орден Ленина (07.05.1971)
- Орден Знак Почёта (1966)
- Медаль За боевые заслуги (1945)